# ماركو فوتاتش
ماركو فوتاتش (بالمجرية: Futács Márkó)‏ (مواليد 22 فبراير 1990 في بودابست - المجر) لاعب كرة قدم مجري يلعب حاليا لصالح نادي الدرجة الأولى فيردر بريمين الألماني منذ 2009 في مركز المهاجم .

## روابط خارجية
- ماركو فوتاتش على موقع اتحاد المجر (الهنغارية)
- ماركو فوتاتش على موقع اتحاد تركيا (لاعب) (الإنجليزية)
- ماركو فوتاتش على موقع قاعدة بيانات كرة القدم.إي يو (الإنجليزية)
- ماركو فوتاتش على موقع بيانات كرة القدم. دي إي (الألمانية)
- ماركو فوتاتش على موقع ناشيونال فوتبول تيمز (الإنجليزية)
- ماركو فوتاتش على موقع Soccerbase.com (لاعب) (الإنجليزية)
- ماركو فوتاتش على موقع Soccerway.com (الإنجليزية)
- ماركو فوتاتش على موقع عالم كرة القدم.نت (الإنجليزية)
- ماركو فوتاتش على موقع AS.com (الإسبانية)